# Polyscias pancheri
Polyscias pancheri är en araliaväxtart som först beskrevs av Henri Ernest Baillon, och fick sitt nu gällande namn av Hermann Harms. Polyscias pancheri ingår i släktet Polyscias och familjen Araliaceae. Inga underarter finns listade.